# Bolivia (grupo femenino)
Grupo Femenino Bolivia es una agrupación de música folklórica boliviana formada a finales de la década de 1980 en la ciudad de La Paz. Fue una de las primeras agrupaciones folclóricas exclusivamente conformada por mujeres. 
En 1997 el cuarteto conformado por: Teresa Vela (vientos), Nardy Barrón (guitarra y voz), Nancy Pomier (charango), Siria Vera (percusión y voz) graban y editan la producción discográfica titulada «Canto y sentimiento de un pueblo» con 11 títulos.
Grupo Femenino Bolivia obtiene la misma fama que otras agrupaciones bolivianas del mismo género, como Kala Marka, Los Kjarkas, Proyección, Awatiñas, Illimani, Savia Andina entre otros. Realizando giras dentro y fuera de Bolivia, también fueron conocidas  en otros continentes como  Europa y Asia, en países como España, Francia, Taiwán y otros.
Fueron las primera agrupación boliviana que  concursó en el  Festival Viña del Mar en Chile en 2008 en la categoría Folklórica, donde pasaron a las finales y obtuvieron el segundo lugar.

## Historia
Fundado un 6 de agosto de 1983 en la localidad de Copacabana,  el mismo día de las fiestas republicanas de Bolivia, aunque el motivo del nombre del grupo no fue ese, siendo el motivo real que las primeras integrantes eran de diferentes ciudades, tuvieron su primera presentación a las orillas del Lago Titicaca.
Las fundadoras fueron:
- Luisa Molina
- Nancy Pomier
- Betty Paz
- Sofía Paz

Entre sus primeros éxitos está "Se Feliz" en ritmo de taquirari la versión contó con la voz de Luisa Molina quien las llevó a ser populares en el medio artístico, durante sus inicios representaron una singularidad en el ámbito del folclore boliviano donde la presencia de mujeres no era bien vista. Pero a pesar de las críticas siguieron y fueron las que abrieron puertas a las generaciones futuras.
A los 5 años de vida del grupo la vocalista Luisa Molina decidió iniciar su carrera como solista y se fue a vivir a  Estados Unidos.
La directora del grupo es Teresa Vela conocida y nombrada la "primera vientista" del país.
Tras la salida de Molina, Siria Margarita Vera Cano, nacida un 10 de junio de 1966 en la ciudad de La Paz, tomó el rol de primera voz, en algunas temporadas también interpretó la percusión, batería eléctrica, y la guitarra.
Vera se inició muy joven en el ámbito artístico, antes de integrar el grupo formó parte de Flor de Tani Tani.
La mayoría de los temas éxito del grupo son composiciones de Vera, entre las más destacadas.
- Echarte al Olvido (Caporal)
- Como Poder olvidar (Tonada Potosina)
- Todo te di (Caporal)
- Falso Amor (Tonada Potosina) tema de concurso de Viña del Mar 2008.
- Fue por ti (canción) dedicada a su único hijo.

El 7 de diciembre el portal argentino LaTinta.com la nombró dentro de su artículo las 12 mujeres inmortales de la música boliviana por haber conseguido darle al Grupo Femenino Bolivia una personalidad única por su tono trágico y nostálgico. 

## Nostalgia
La interpretación que la agrupación realizó de la canción Nostalgia composición del peruano Paul Trejos les dió gran popularidad.
Existió en su momento cierta polémica ya que el grupo grabó el tema sin permiso del compositor incluso llegaron a instancias legales, todo se arregló en favor del grupo, porque el tema originalmente fue compuesto para ser interpretado por la artista peruana Dolly Príncipe.

## Discografía

### 20 Años Colección de Oro
El año 2003 en ocasión de conmemorar 20 años de actividad musical, editan el álbum  “20 Años – 1983*2003 – Colección de Oro” que incluye 19 títulos en ritmos variados.

### Gracias Por Querernos Tanto
El año 2004 graban y editan el álbum denominado «Gracias… por querernos tanto» con 15 títulos.
1. Cocanis
2. - Vivir Cantando
3. - Como Poder Olvidar
4. - Mi Último Carnaval
5. - Despidete
6. - Vuelve
7. - Soy Feliz
8. - Fue Por Ti
9. - Estas Por Demás
10. - Comerciantes Minoristas
11. - Decepción
12. - Selección De Huaynos
13. - Selección De Kullaguadas
14. - Recuerdos
15. - Diablada Auténtica

Destaca entre las canciones «Despídete» también conocida bajo el título de «Premonición» en ritmo de huayno, obra musical que pertenece al compositor peruano César Augusto Romero Martínez.

### Hacia Los 25 años
1. - Ya Verás
2. - Sueño de Amor
3. - Cuando Regreses
4. - Tobas Sud
5. - Volveré
6. - No Pretendas
7. - Falso Amor
8. - Todo te lo di
9. - Te Vas
10. - Selección de Kullaguadas.
11. - Selección de huayños.

### Contra viento y marea
El año 2012 graban y editan la producción denominada «Contra viento y marea» con 13 títulos.

### Ayer, Hoy, Mañana y Siempre
El año 2018 editan el álbum denominado “Ayer, Hoy, Mañana y Siempre” con 12 canciones, obras de destacados compositores.

## Integrantes
A lo largo de sus 35 años han pasado por el grupo numerosas mujeres intérpretes, entre ellas:
- Luisa Molina (Voz)
- Grissel Luna (charango)
- Hortencia Daza (guitarra)
- Nancy Pomier (Charango)
- Nardy Barron(guitarra y voz)
- Mabel Mejia (Guitarra)
- Karen Pérez (Guitarra)
- Rocío Mamani (Charango)
- Yolanda Villalobos (Bajo)
- Jeanneth Rojas (Vientos)
- Vannia Miranda (Guitarra)
- Jenny Alarcon (Vientos)
- Romina Pérez (Batería)
- Paola Flores (Guitarra)
- Rosalin Flores (Bajo)
- Flor Isabel Villarroel (Charango)
- Elizabeth Ballesteros (Charango)
- Fabiola Flores (Batería)
- Esther Quispe (Vientos)
- Mabel Mendoza (teclado)
- Lilian Cayo (charango)
- Rosario Mitma (Bajo)
- Ximena Camargo (Vientos)
- Martha Delgado (Percusión)

## Grupos Relacionados
- Mayu Fundado por las Hermanas Flores.
- Voces Morenas Fundado por Nancy Pomier.
- Munaskas Fundado por Jenny Alarcón.
- Enclave Fundado por Karen Pérez y Vannia Miranda.